# Mechanical Animals
Mechanical Animals is het derde studioalbum van Marilyn Manson, uitgebracht in 1998. Van dit album werden 4 singles uitgebracht: The Dope Show, Rock Is Dead, I Don't Like the Drugs (But the Drugs Like Me) en Coma White. Dit is Mansons succesvolste album maar ook zijn meest bekritiseerde werk.

## Tracklist
1. Great Big White World – 5:01
2. The Dope Show – 3:46
3. Mechanical Animals – 4:33
4. Rock Is Dead – 3:09
5. Disassociative – 4:50
6. Speed of Pain – 5:30
7. Posthuman – 4:17
8. I Want to Disappear – 2:56
9. I Don't Like the Drugs (But the Drugs Like Me) – 5:03
10. New Model No.15 – 3:40
11. User Friendly – 4:17
12. Fundamentally Loathsome – 4:49
13. The Last Day on Earth – 5:01
14. Coma White – 5:38
15. Untitled - 1:28